# Marathon van Seoel 2001
De marathon van Seoel 2001 werd gelopen op zondag 18 maart 2001. Het was de 57e editie van de marathon van Seoel. De Zuid-Afrikaan Josiah Bembe kwam als eerste over de streep in 2:11.49. De Koreaanse Sun-Suk Yun won bij de vrouwen in 2:32.09.

## Uitslagen

### Mannen
| rang   | naam             | land | tijd    |
| ------ | ---------------- | ---- | ------- |
| Goud   | Josiah Bembe     | RSA  | 2:11.49 |
| Zilver | Josiah Thugwane  | RSA  | 2:11.52 |
| Brons  | Hiroshi Miki     | JPN  | 2:11.55 |
| 4      | Fekadu Degefu    | ETH  | 2:12.09 |
| 5      | Joshua Kimaiyo   | KEN  | 2:12.17 |
| 6      | Yi-Yong Kim      | KOR  | 2:12.19 |
| 7      | Patrick Chumba   | KEN  | 2:12.27 |
| 8      | Jin-Soo Lim      | KOR  | 2:12.45 |
| 9      | Bedaso Turbe     | ETH  | 2:13.50 |
| 10     | Stephen Bwire    | TAN  | 2:14.21 |
| 11     | Nam-Kyun Jung    | KOR  | 2:14.53 |
| 12     | Peter Some       | KEN  | 2:16.35 |
| 13     | Paul Kiptanui    | KEN  | 2:17.10 |
| 14     | Myung-Kuk An     | KOR  | 2:17.15 |
| 15     | In-Mo Jae        | KOR  | 2:17.25 |
| 16     | Takeshi Yamamoto | JPN  | 2:17.27 |
| 17     | Sung-Woon Lee    | KOR  | 2:18.40 |
| 18     | Young-Im Baek    | KOR  | 2:18.40 |
| 19     | Myung-Seung Lee  | KOR  | 2:20.14 |
| 20     | Jin-Ho Kim       | KOR  | 2:20.34 |
| 21     | Ju-Young Park    | KOR  | 2:20.39 |
| 24     | Hong-Kook Lee    | KOR  | 2:24.34 |
| 25     | Tumo Turbo       | ETH  | 2:25.19 |

### Vrouwen
| rang   | naam         | land | tijd    |
| ------ | ------------ | ---- | ------- |
| Goud   | Sun-Suk Yun  | KOR  | 2:32.09 |
| Zilver | Abeba Tola   | ETH  | 2:32.58 |
| Brons  | Ok-Bin Kim   | KOR  | 2:35.44 |
| 4      | Jong-Hwa An  | KOR  | 2:39.06 |
| 5      | Hae-Jin Bae  | KOR  | 2:39.08 |
| 6      | Kaori Shinjo | JPN  | 2:44.54 |
| 7      | In-Sook Park | KOR  | 2:49.42 |
| 8      | Gong-Ju Lee  | KOR  | 2:50.16 |
| 9      | Harumi Noto  | JPN  | 2:51.35 |

1964 ·
1965 ·
1966 ·
1967 ·
1968 ·
1969 ·
1970 ·
1971 ·
1972 ·
1973 ·
1974 ·
1975 ·
1976 ·
1977 ·
1978 ·
1979 ·
1980 ·
1981 ·
1982 ·
1983 ·
1984 ·
1985 ·
1986 ·
1987 ·
1988 ·
1989 ·
1990 ·
1991 ·
1992 ·
1993 ·
1994 ·
1995 ·
1996 ·
1997 ·
1998 ·
1999 ·
2000 ·
2001 ·
2002 ·
2003 ·
2004 ·
2005 ·
2006 ·
2007 ·
2008 ·
2009 ·
2010 ·
2011 · 
2012 · 
2013 · 
2014 · 
2015 · 
2016 ·  
2017